# Marlene Dietrich
Marlene Dietrich (IPA: /maɐˈleːnə ˈdiːtrɪç/), egentligen Maria Magdalena Dietrich, född 27 december 1901 i Schöneberg, död 6 maj 1992 i Paris, var en tysk-amerikansk skådespelare och sångerska. Under hela sin långa karriär, som spände från 1910-talet till 1980-talet, behöll Dietrich sin popularitet genom att kontinuerligt förnya sig. Under 1920-talet i Berlin agerade Dietrich på såväl scen som i stumfilmer. Hennes roll som Lola-Lola i Blå ängeln (1930) gjorde henne internationellt berömd och ledde till ett filmkontrakt med Paramount Pictures. Dietrich spelade sedan i Hollywoodfilmer som Marocko (1930), Shanghaiexpressen (1932) och Det stulna paradiset (1936). Hon hanterade framgångsrikt sin glamorösa persona och sitt "exotiska" utseende och blev en av de högst betalda skådespelerskorna vid tiden. Under hela andra världskriget var hon en högprofilerad artist i USA och fortsatte att göra enstaka filmroller även efter kriget, men från och med 1950-talet till och med 1970-talet turnerade Dietrich främst världen runt och uppträdde på scen.
År 1999 listade American Film Institute Dietrich som den nionde största kvinnliga filmstjärnan från den klassiska Hollywooderan.

## Biografi

### Tidiga år
Marlene Dietrich föddes i kvarteret Rote Insel i Schöneberg i nuvarande Berlin. Fadern, Louis Erich Otto Dietrich, var officer i den preussiska polisen och avled när Marlene var sex år gammal. När Marlene var 11 år gifte hennes mor om sig med faderns bästa vän, kavallerilöjtnanten Edouard von Losch, men han dog 1917 av skador han ådragit sig under det pågående kriget. Hon fick en strikt uppfostran i ett konservativt övre medelklasshem. Hon kallades "Lene" i familjen, och hon drog samman sina båda namn och skapade namnet "Marlene".
I tonåren ville hon bli violinist och besökte därför sedan 1918 musikhögskolan i Weimar. 1921 bytte hon till en musikskola i Berlin, men en handskada stoppade den karriären. Hon började istället vid teatern efter en lyckad anställningsintervju hos Max Reinhardt vid Deutsches Theater och fick sedan mindre filmroller. Senare i livet förnekade hon oftast dessa mindre roller trots att hon var med i 13 stumfilmer före Blå ängeln. I maj 1923 gifte hon sig med den tjeckiske filmassistenten Rudolf Sieber (1897−1976). Paret fick dottern Maria, som föddes i december 1924. Dietrich och hennes make separerade efter fem år, men förblev gifta fram till Siebers död 1976.

### Genombrott

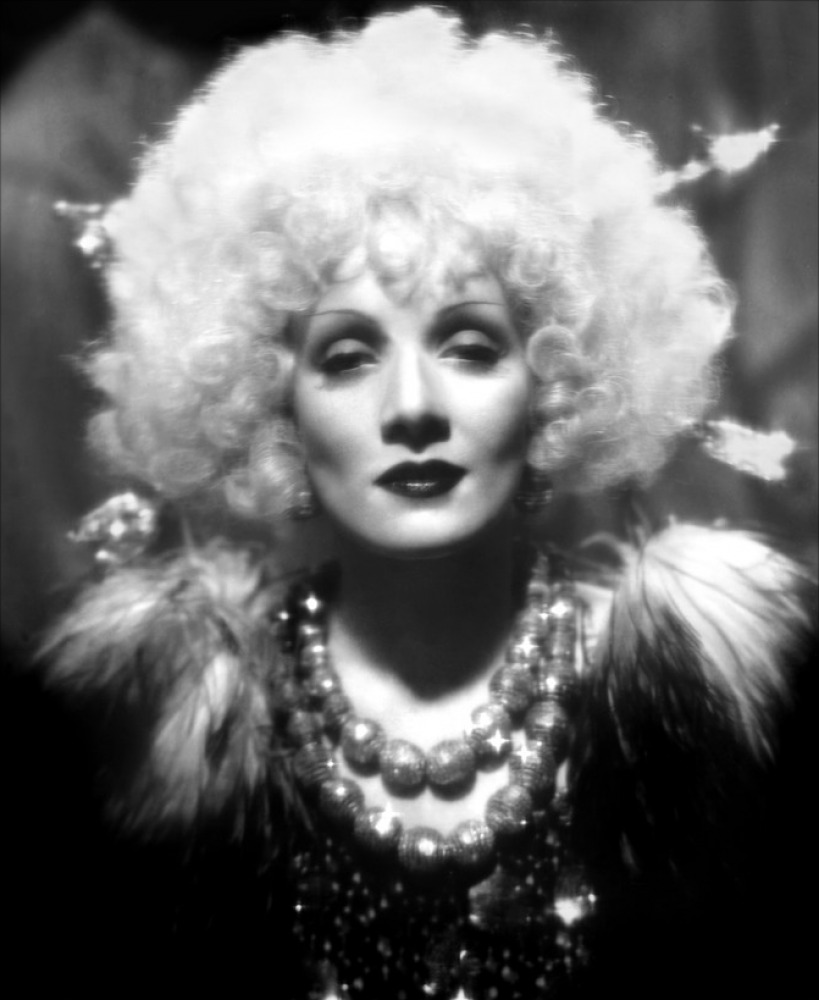
I filmen Blonda Venus 1932.

1927 fick Dietrich sin första huvudroll, i filmen Café Elektric av regissören Gustav Ucicky. Hon spelade där mot den österrikiske skådespelaren Willi Forst, som vid den här tiden var mycket folkkär. Redan 1922–1923 hade hon en större biroll i trilogin Tragödie der Liebe, regisserad av Joe May.
Marlene Dietrichs genombrott kom 1930 med den första tyska ljudfilmen Blå ängeln där hon spelade varietéflickan Lola-Lola mot Emil Jannings. Det var i den filmen som hon med sin hesa och beslöjade röst framförde den sång som kom att bli hennes "signaturmelodi": "Ich bin von Kopf bis Fuß auf Liebe eingestellt". Filmens förlaga var romanen Blå ängeln av Heinrich Mann och filmen gjordes samtidigt på tyska och på engelska. Hon blev internationellt känd och begav sig med regissören Josef von Sternberg till USA. De skulle så småningom även göra Spansk karneval tillsammans, efter Pierre Louÿs roman Kvinnan och dockan (1898). Marlene Dietrich skrev i Hollywood kontrakt med Paramount Pictures. För huvudrollen i filmen Marocko (1930) blev hon nominerad till en Oscar i kategorin Bästa kvinnliga huvudrollsinnehavare men statyetten gick istället till Marie Dressler. Det var Dietrichs enda oscarsnominering. Sedan gjorde Marlene Dietrich huvud- och biroller i filmer av Hitchcock, Lubitsch, Welles och Wilder.
Marlene Dietrich gjorde sig också känd som en banbrytare i sitt val av kläder. Till exempel klädde hon sig i byxor redan på 1930-talet, vilket uppfattades som skandalöst av samtiden.

### Politiska aktiviteter

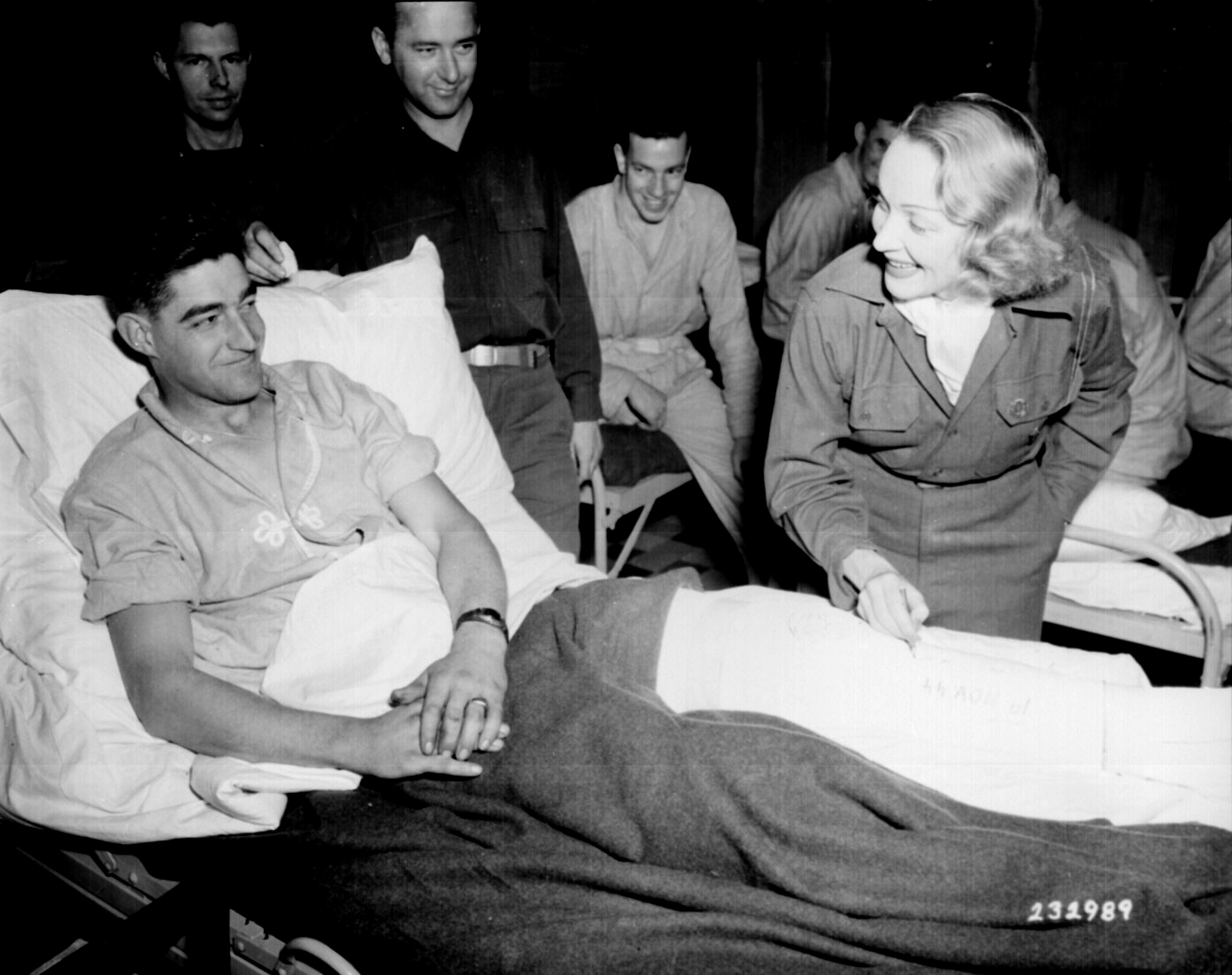
Marlene Dietrich skriver en autograf åt en sårad amerikansk soldat.

När hon fick ett bud från Joseph Goebbels att återigen spela i Tyskland tackade hon nej. Hennes filmer blev då bojkottade i hemlandet på order av regimen. År 1939 blev hon amerikansk medborgare och började sjunga chanson. Från 1943 reste hon runt och underhöll amerikanska trupper, bland annat med sången "Lili Marleen". Dietrichs politiska och sociala aktiviteter mot nazisterna blev tidigt uppskattade utanför Tyskland men i hennes hemland fanns en del röster som kallade Dietrich för förrädare. Hon fick 1947 Frihetsmedaljen, den största utmärkelsen för amerikanska civilister. 1950 tilldelades hon den franska orden Hederslegionen ("Chevalier de la Legion d'Honneur") av den franska regeringen. De franska presidenterna Pompidou och Mitterand befordrade Dietrich till "Officier" respektive "Commandeur" av Hederslegionen.
Vid början av det kalla kriget närmade sig Dietrich en pacifistisk inställning. Särskilt kända blev hennes franska och tyska varianter av sången "Where Have All the Flowers Gone?" av Pete Seeger.

### Senare år
Många filmroller spelade Marlene Dietrich i herrkläder, vilket var nytt och provokativt. Den blommande kvinnorörelsen betraktade henne som en förebild. Från och med 50-talet ägnade hon sig huvudsakligen åt sången och sjöng för fulla hus i London, Berlin, Köpenhamn, Stockholm, Oslo, Bryssel, Paris, Moskva, Las Vegas och New York. Hennes ackompanjatör var sedan 1955 den amerikanska pianisten och kompositören Burt Bacharach.
Hon visade vid flera tillfällen att hon hade sina egna tankar om uppförandet av sin show. Till exempel blev hon i Israel av managern uppmanad att inte sjunga på tyska men hon svarade: "Jag ska inte sjunga en låt på tyska – jag sjunger nio". Först var publiken chockad men sedan hedrades Dietrich för sin djärvhet och ärlighet. På så sätt blev Dietrich den första sångerska som hade tillåtelse att sjunga på tyska i Israel.
Som nämnt var inte alla tyskar förtjusta i hennes insatser under kriget och så blev hon 1960 under en konsert i Berlin träffad av ett ägg. Efteråt fick hon frågan om hon är ängslig när hon vistades i Tyskland men Dietrich svarade lakoniskt: "Rädsla? Nej, jag känner ingen rädsla. Inte för tyskarna, jag är bara bekymrad för min mantel av svanfjädrar, det är väldigt svårt att avlägsna ägg- eller tomatfläckar från den". 1961 skapades den sista stora filmen med Marlene Dietrich, Dom i Nürnberg av Stanley Kramer. Redan 1957 hade hon i Åklagarens vittne bevisat för sina motståndare att hon hade förmåga att spela en större karaktärsroll.
Fram till slutet av 70-talet hade hon succéer över hela världen. Hon ramlade då på scenen och bröt benet, varpå hon lämnade artistlivet och bosatte sig i Paris. De sista åren av sitt liv isolerade Dietrich sig med flit - hon ville att hennes publik skulle minnas henne som den glamorösa kvinnan från glansåren. Dock behöll hon till slutet av sitt liv telefonkontakt med gamla vänner och bekanta.

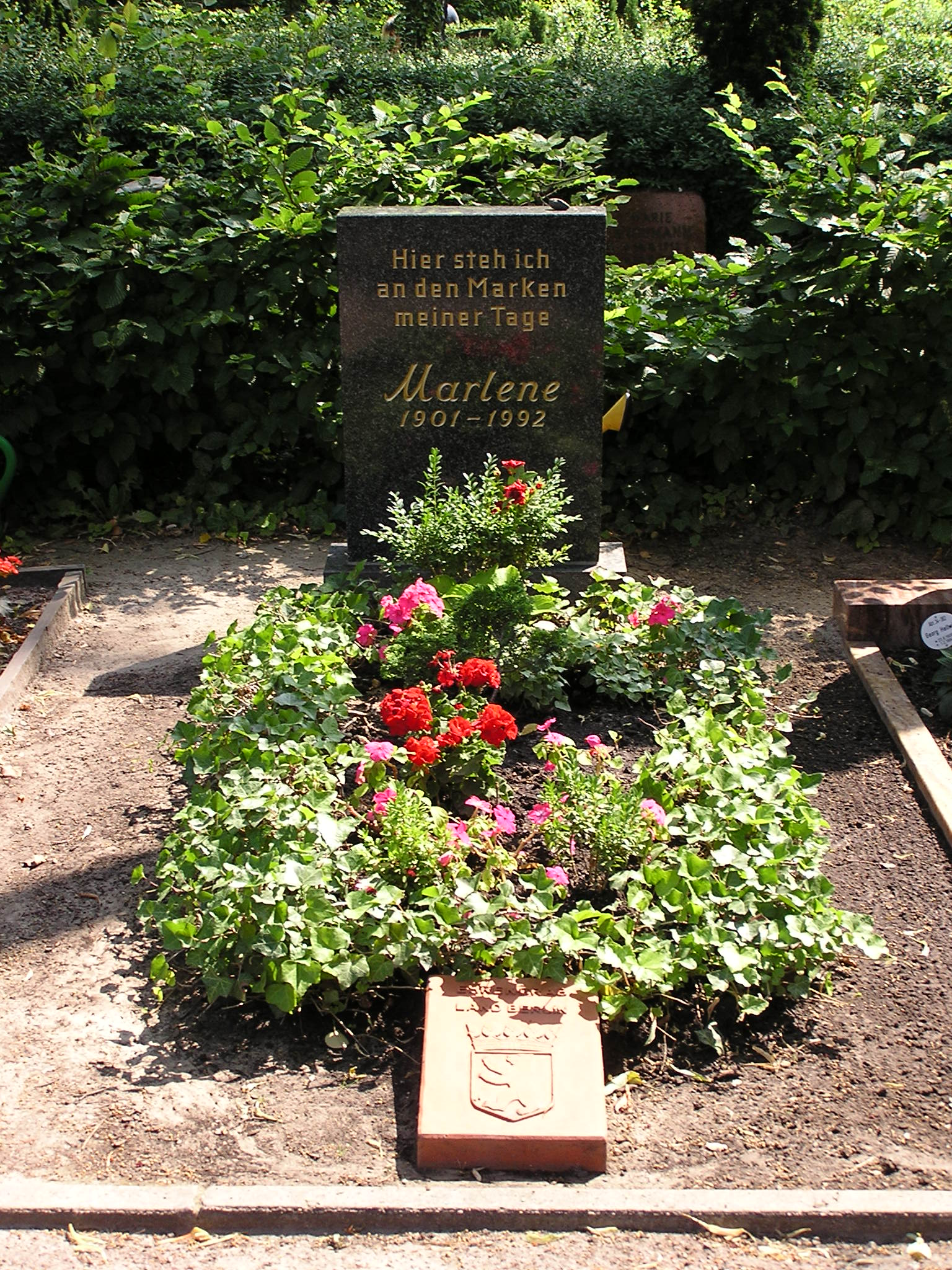
Marlene Dietrichs gravsten på Städtischer Friedhof III i Berlinstadsdelen Friedenau; texten på stenen är av den tyske poeten Theodor Körner.

Marlene Dietrich dog 1992 i Paris – enligt den officiella versionen på grund av att hjärtat och njurarna kollapsade. Hennes väninna Norma Bosquet berättade däremot att hon tog sitt liv med hjälp av sömntabletter efter att hon några dagar tidigare blev drabbad av sitt andra slaganfall. Efter en stor begravningsceremoni vid Église de la Madeleine i Paris blev hennes kvarlevor flyttade till Berlin. Även i Tysklands huvudstad besöktes begravningen på kyrkogården i Friedenau, där Dietrichs mor redan hade sin grav, av en stor skara sörjande.
År 1999 utnämnde American Film Institute henne till den nionde största kvinnliga skådespelaren någonsin.

## Filmografi i urval
- 1922 – Tragödie der Liebe
- 1927 – Café Elektric
- 1929 – Jag kysser Er hand Madame!
- 1929 – Den gåtfulla kvinnan
- 1930 – Blå ängeln
- 1930 – Marocko
- 1931 – X-27
- 1932 – Shanghaiexpressen
- 1932 – Blonda Venus
- 1932 – Höga Visan
- 1934 – Röda kejsarinnan
- 1935 – Spansk karneval
- 1936 – Det stulna paradiset
- 1936 – Allahs trädgårdar
- 1937 – En riddare utan rustning
- 1937 – Ängeln
- 1939 – Ingen ängel
- 1940 – Sju syndare
- 1941 – Farlig kvinna
- 1941 – En kvinna bland män
- 1942 – Som jag behagar
- 1942 – Guldfågeln
- 1942 – Nattens ängel
- 1944 – Kalifen i Bagdad
- 1946 – Passion
- 1947 – Zigenarblod
- 1948 – Det hände i Berlin
- 1950 – Rampfeber
- 1951 – Utan återvändo
- 1957 – Sol och vår i Monte Carlo
- 1957 – Åklagarens vittne
- 1958 – En djävulsk fälla
- 1961 – Dom i Nürnberg
- 1978 – Just a Gigolo

## Hedersbetygelser i urval
Här följer en lista av hyllningar som inte blev nämnd i artikeln:
- 1923 upptäcktes asteroiden 1010 Marlene vilken är uppkallad efter henne.[2]
- 31 oktober 1961, utmärkelse av staten Israel
- 16 mars 1963, Leopoldsorden överlämnad av den belgiska kungen.
- 18 maj 2002, hedersmedborgare i Berlin, postum.